# Wertermittlungsverordnung
Die Wertermittlungsverordnung (WertV) regelte in Deutschland allgemeine Grundsätze für die Ermittlung von Verkehrswerten bei Immobilien. Die WertV regelte damit die Auslegung der Verkehrswertdefinition in § 194 BauGB. Die Gutachterausschüsse mussten die WertV verbindlich anwenden.
Die WertV wurde 2010 durch die Immobilienwertermittlungsverordnung (ImmoWertV) abgelöst. Diese ursprüngliche Fassung der ImmoWertV wurde dann mit Wirkung ab 1. Januar 2022 umfassender reformiert und neu bekanntgemacht. Die Gutachterausschüsse müssen auch die ImmoWertV verbindlich anwenden.

## Fassungen und Verfahren

### Wertermittlungsverordnung 1988
Die letzte Fassung der WertV wurde am 6. Dezember 1988 erlassen und zuletzt am 18. August 1997 geändert. Zur Unterscheidung von früheren Versionen der WertV spricht man daher auch von der WertV 98.
Die in der WertV geregelten Wertermittlungsverfahren nennt man auch normierte Verfahren:
- Vergleichswertverfahren nach § 13 bis 14 WertV
- Ertragswertverfahren nach § 15 bis 20 WertV
- Sachwertverfahren nach § 21 bis 25 WertV.

In Ergänzung zur Wertermittlungsverordnung sind Wertermittlungsrichtlinien (WertR) erlassen worden.

### Immobilienwertermittlungsverordnung 2010
Am 1. April 2009 brachte das Bundeskabinett den Entwurf der „Verordnung über die Grundsätze für die Ermittlung der Verkehrswerte von Grundstücken (Immobilienwertermittlungsverordnung – ImmoWertV)“ ein, welchem der Bundesrat zunächst nur unter dem Vorbehalt einiger, insbesondere die Ableitung der Bodenrichtwerte betreffender Änderungen zustimmte. Einem erneuten Entwurf stimmte der Bundesrat dann am 7. Mai 2010 zu; am 19. Mai 2010 wurde die ImmoWertV von der Bundesregierung erlassen. Die Verkündung erfolgte am 27. Mai 2010. Damit hat die ImmoWertV die WertV zum 1. Juli 2010 abgelöst (§ 24 ImmoWertV).
In der ImmoWertV werden gegenüber der WertV zusätzliche Aspekte bei der Wertermittlung, wie die energetische Beschaffenheit des Gebäudes oder die Wertrelevanz städtebaulicher Umstände berücksichtigt.

### Novellierung der Immobilienwertermittlungsverordnung 2021
Mit der Novellierung der Immobilienwertermittlungsverordnung – ImmoWertV im Jahr 2021 wurden die bisherigen Richtlinien (Bodenrichtwertrichtlinie, Sachwert-, Vergleichswert- und Ertragswertrichtlinie sowie die nicht abgelösten Teile der Wertermittlungsrichtlinien 2006) in eine überarbeitete Immobilienwertermittlungsverordnung integriert und damit verbindlich gemacht.
Das Bundeskabinett hat die ImmoWertV 2021 am 12. Mai 2021 beschlossen. Der Bundesrat hat ihr mit klarstellenden Änderungsmaßgaben am 25. Juni 2021 zugestimmt, die Bundesregierung hat sie am 14. Juli 2021 in der geänderten Fassung neu beschlossen. Damit ist sie am 1. Januar 2022 in Kraft getreten. Zudem wurden Muster-Anwendungshinweise zur Immobilienwertermittlungsverordnung (ImmoWertV-Anwendungshinweise – ImmoWertA) beschlossen, die am 27. September 2023 für verbindlich erklärt wurden.
Regelungen zu den Bodenrichtwerten finden sich in den §§ 13–17 ImmoWertV 2021.
Die normierten Verfahren finden sich in der ImmoWertV 2021 als
- Vergleichswertverfahren (§§ 24–26 ImmoWertV 2021),
- Ertragswertverfahren (§§ 27–34 ImmoWertV 2021),
- Sachwertverfahren (§§ 35–39 ImmoWertV 2021).

Vorgaben zur Bodenwertermittlung sind den §§ 40–45 ImmoWertV 2021 zu entnehmen.

### Zur ImmoWertV 2010
- Thomas H. Garthe: Die Wertermittlungsreform. Mit allen Änderungen 2010. Haufe Verlagsgruppe, 2010, ISBN 978-3-648-00852-2.
- Hans-Otto Sprengnetter, Jochem Kierig: ImmoWertV – Das neue Wertermittlungsrecht – Kommentar zur Immobilienwertermittlungsverordnung. Sprengnetter, 2010, ISBN 978-3-937513-51-5.
- Peter Zimmermann: ImmoWertV. Kommentar. 2. Auflage. Verlag C.H. Beck, München 2019, ISBN 978-3-406-73702-2.
- Klaus Bernhard Gablenz: Grundstückswertermittlung für Praktiker. 3. Auflage. Beuth Verlag, Berlin 2014, ISBN 978-3-410-22088-6.

### Zur ImmoWertV 2021
- Albert Schlund, Karoline Nagel: Novellierung des Wertermittlungsrechts – Vorstellung der neuen geplanten ImmoWertV 2021, Neue Zeitschrift für Verwaltungsrecht (NVwZ) 2020, 1727 ff., ISSN 0721-880X.
- Bernhard Bischoff:
  - ImmoWertV 2021. Teil I: Anwendung und Umsetzung bei der Immobilienbewertung, Die Sachverständigen (Zeitschrift) (DS) 2022, 6
  - ImmoWertV 2021. Teil II: Die Wertermittlungsverfahren nach ImmoWertV 2021, Die Sachverständigen (Zeitschrift) (DS) 2022, 59
- Stefan Fahrländer, Bernhard Metzger, Kersten Stieringer: Wertermittlung von Immobilien und Grundstücken, 8. Auflage. Haufe Verlag, Freiburg-München-Stuttgart 2024, ISBN 978-3-648-17336-7
- Jochem Kierig, Hans Otto Sprengnetter, Sebastian Drießen: Das 1x1 der Immobilienbewertung: Grundlagen marktkonformer Wertermittlungen, 3. Auflage, Verlag Sprengnetter,  2023, ISBN 978-3-945689-55-4
- Jürgen Goldschmid: Immobilienwertermittlungsverordnung. Kommentar, 1. Auflage, C.H.Beck-Verlag, München 2025 (erscheint voraussichtlich Juni 2025)